# 楠桂
楠 桂（くすのき けい、本名：大橋真弓、1966年3月24日 - ）は、日本の漫画家。愛知県丹羽郡岩倉町（現・岩倉市）出身・在住。同じく漫画家の大橋薫とは一卵性双生児の姉妹で、自身はその妹。代表作に『八神くんの家庭の事情』、『鬼切丸』など。
小学3年生の頃より漫画を描き始め、中学3年生の頃よりペンを使いはじめる。1981年に15歳で集英社の第14回りぼん新人漫画賞で準入選を受賞する。その後「何かが彼女にとりついた?」でデビュー。集英社、新書館、ラポートなどで活動するが、徐々に活動ジャンルを少年誌・ヤング誌に移す。
一男一女の母。これら家族のエピソードはエッセイ本として刊行されている。第2子である長男が生まれるまでに不育症による流産や死産を計5回経験しており、その経験をエッセイコミック『不育症戦記 生きた赤ちゃんを抱けるまで』として著している。
2025年3月11日、Xにおいて「わたしの夫が、浮気して他の男とデキ婚した中学の同級生の元カノと、10年以上の繰り返しゲス不倫してた！地元の夫の同級生の男たち大勢グルでアリバイ工作してて団体戦の不倫で全然気づけなかった！コロナ禍のドサクサに同棲までしてた！」と投稿した。翌12日、離婚したことを報告した。同年5月、これらの出来事を赤裸々に描いた漫画「サレ妻漫画家の旦捨離戦記」の連載を開始した。

## 作品リスト
以下、五十音順
- 愛はかく語りき 全2巻
- あくまでラブコメ 全4巻
- Unな彼女 全3巻
- 古祭 全1巻
- イノセントW 全3巻
- 運命の夜（原作：サラ・クレイヴン）全1巻[11]
- etc. エトセトラ
- 大江戸てやんでい!!
- 恐ろし語り 全1巻
- 乙女怪談〜化学室の花子さん〜
- 鬼切丸 全20巻
  - 鬼切丸伝 全23巻
- 鬼魔
- おれのキングダム 全12巻
- おれん家フォークロア 既刊2巻（2021年8月現在）
- ガールズザウルス 全3巻
  - ガールズザウルスDX（『月刊サンデージェネックス』へ連載移籍）全10巻
- 神の名は 日の本神話異聞 全3巻
- 楠桂傑作集 あっぱれこま姫
- 楠劇場
- CRIME CITY
- ケダモノの唄 全2巻
- 恋してフローズン 全1巻
- 恋弔い
- 獄炎堂
- ごめんなさいこ・ぱわあ 全1巻
- サーカス・ワンダー 全1巻
- SI-SE-N〜死線〜
- 週番規則厳守せよ
- 続愛はかく語りき
- 人狼草紙
- 大都会にほえろ 全9巻
- たとえばこんな幽霊奇談 全1巻
- Dの封印
- デッドリー・カーニバル
- トワイライトチャンネル（週刊少年サンデー平成4年13号-14号及び増刊号7月号-9月号、『鬼切丸』5巻-7巻に収録）
- どっかんLOVE 全1巻
- どんまいプリンセス
- 幕末平成KID 新撰組妖奇譚 全1巻
- BITTER VIRGIN 全4巻
- ぶちかまし眠り姫 全1巻
- ぷち.はね
- ぼくの学校は戦場だった 全1巻
- ホラーのおすすめ
- みぎこ日本一!! 全1巻
- もののけ☆ちんかも 全1巻
- 桃太郎まいる! 全1巻
- モンスターの大好物（小学五年生・平成7年9月号、『鬼切丸』8巻収録）
- 八百万討神伝 神GAKARI 全4巻
- 八神くんの家庭の事情 全7巻
- 山田くんが通る
- 幽子ちゃん100連発!! 全3巻
- 妖魔 全2巻

### 大橋薫との合作
- 大橋薫&真弓（楠桂）作品集
- 楠桂&大橋薫合作作品集 K2 OFFICE
- 戦国月夜 全2巻
- Diabolo -悪魔- 全3巻
- リトル・ショップ・オブ大橋姉妹

### アンソロジー
- 東日本大震災チャリティー漫画本 PARTY! SORA[注 1][12]（2011年8月5日発売[13]、メディアパル、ISBN 978-4-89610-202-4）
  - 山田くんが通る 番外編[14]

### キャラクターデザイン
- 美浜幕府（愛知県知多郡美浜町のご当地キャラクター）

### エッセイ漫画
- 寿戦記（2001年1月25日、創美社）
- 不育症戦記 生きた赤ちゃんを抱けるまで（2010年3月19日、集英社クリエイティブ）
  - 不育症戦記〜生きた赤ちゃん抱けるまで〜（女たちのリアル）（2025年4月9日） ※電子書籍
- サレ妻漫画家の旦捨離戦記（2025年5月 -  、デジタル配信） ※連載中[15]

## 映像化作品
- 八神くんの家庭の事情 - 1990年にOVA化しVHSとLDで発売、2003年にはDVDも発売された。1994年 - 1995年にはテレビドラマ化もしたが、あまりに原作とかけ離れた設定に激怒し、「自分はドラマ版のストーリーには何ら関知していない」と声明を出すに至る。
- 妖魔 - 1989年にOVA化しVHS、LD発売、劇場公開。

## 音楽

### アルバム、シングル
「楠桂&大橋薫」名義
- Little Shop of K&M - 1988年（ポリスター）
- PLATINA - 1992年（トライエム）
  - 上海ルビー/ピンクトパーズな君たちのブルートパーズな気持ち（PLATINA収録曲、同時発売シングル） - 1992年（トライエム）

### イメージ・アルバム
- 楠劇場 - 1988年（東芝EMI）楽曲：谷山浩子
- 八神くんの家庭の事情 PART1 - PART3、完璧ベストコレクション - 1988 - 1991年（キティレコード）
- 鬼切丸 - 1992年（テイチクエンタテインメント）
- あくまでラブコメ - 1992年（テイチクエンタテインメント）
- ぶちかまし眠り姫 - 1992年（メルダック）
- 大都会にほえろ - 1994年（シックスティレコード）

### ドラマCD
- 大都会にほえろ〜電波ジャック乱入事件 - 1998年（日本クラウン）